# Sparkasse der Homburgischen Gemeinden
Die Sparkasse der Homburgischen Gemeinden war ein Kreditinstitut im Oberbergischen Kreis mit Sitz in Wiehl. Ihre Rechtsform war die einer rechtsfähigen Anstalt des öffentlichen Rechts. Ihr Gewährträger war ein Zweckverband, der von der Gemeinde Nümbrecht und der Stadt Wiehl gebildet wurde. Die Sparkasse hatte Geschäfts- und Beratungsstellen in Wiehl und in Nümbrecht.
Zum 1. Januar 2019 schloss sich die Sparkasse der Homburgischen Gemeinden mit der Sparkasse Gummersbach-Bergneustadt zur neuen Sparkasse Gummersbach zusammen.

## Geschichte
Die Sparkasse der Homburgischen Gemeinden wurde im Jahr 1901 gegründet. Ihr Name geht auf die ehemalige Reichsherrschaft Homburg zurück, auf deren Gebiet die Zwecksverbandsträger liegen. Ursprünglich waren auch die Gemeinden Bielstein und Marienberghausen Zwecksverbandsträger, diese sind jedoch seit der Kommunalgebietsreform von 1969 nicht mehr eigenständig.

## Geschäftszahlen
Die Sparkasse der Homburgischen Gemeinden wies im Geschäftsjahr 2017 eine Bilanzsumme von 818,8 Mio. Euro aus und verfügte über Kundeneinlagen von 652,48 Mio. Euro. Gemäß der Sparkassenrangliste 2017 lag sie nach Bilanzsumme auf Rang 327. Sie unterhielt 10 Filialen/SB-Standorte und beschäftigte 154 Mitarbeiter.